# 길리 왕조
길리 왕조(Gylle dynasty)는 12세기 노르웨이 국왕 작위를 세습한 왕조이다. "길리"란 현대 역사학자들이 구분을 위해 붙인 이름으로, 당대 노르웨이 왕들이 이 이름을 칭하지는 않았을 것이다. "길리"란 중세 게일어로 "그리스도의 종"이라는 뜻의 "길라 크리스트(중세 아일랜드어: Gilla Críst)"에서 유래한 것으로 보인다.
노르드게일 혼혈인 하랄 4세가 왕조의 시조이며, 노르드 정통왕조 하르파그리 왕조의 방계인 하르드라디 왕조와 왕위를 다투며 경쟁했는데 이를 노르웨이 내전이라 한다(1130년 - 1240년).
1135년 하르드라디 왕조를 대체했으나 1162년 다시 왕위를 빼앗겼고, 1204년 왕위를 되찾았으나 1217년 스베리르 왕조에게 왕위를 빼앗기면서 단절되었다.

## 역대 왕 목록
- 하랄 4세: 1130년–1136년
- 시구르 2세: 1136년–1155년
- 잉에 1세: 1136년–1161년
- 외위스테인 2세: 1142년–1157년
- 망누스 하랄손: 1142년–1145년
- 잉에 2세: 1204년–1217년

## 같이 보기
- 노르웨이 내전